# Crockenhill
Crockenhill es una parroquia civil y un pueblo del distrito de Sevenoaks, en el condado de Kent (Inglaterra).

## Geografía
Según la Oficina Nacional de Estadística británica, Crockenhill tiene una superficie de 7,05 km².

## Demografía
Según el censo de 2001, Crockenhill tenía 1603 habitantes (48,91% varones, 51,09% mujeres) y una densidad de población de 227,38 hab/km². El 19,09% eran menores de 16 años, el 73,55% tenían entre 16 y 74 y el 7,36% eran mayores de 74. La media de edad era de 41,38 años. Del total de habitantes con 16 o más años, el 22,9% estaban solteros, el 59,83% casados y el 17,27% divorciados o viudos.
El 96,94% de los habitantes eran originarios del Reino Unido. El resto de países europeos englobaban al 1,43% de la población, mientras que el 1,62% había nacido en cualquier otro lugar. Según su grupo étnico, el 98,88% eran blancos, el 0,19% mestizos, el 0,5% asiáticos y el 0,25% chinos. El cristianismo era profesado por el 78,26%, el hinduismo por el 0,25% y el judaísmo por el 0,19%, mientras que el 13,49% no eran religiosos y el 7,81% no marcaron ninguna opción en el censo.
760 habitantes eran económicamente activos, 743 de ellos (97,76%) empleados y 17 (2,24%) desempleados. Había 664 hogares con residentes y 20 vacíos.